# Carnarvon Range
Carnarvon Range är en bergskedja i Australien. Den ligger i delstaten Queensland, omkring 530 kilometer nordväst om delstatshuvudstaden Brisbane.
I omgivningarna runt Carnarvon Range växer huvudsakligen savannskog. Trakten runt Carnarvon Range är nära nog obefolkad, med mindre än två invånare per kvadratkilometer.  Genomsnittlig årsnederbörd är 764 millimeter. Den regnigaste månaden är januari, med i genomsnitt 123 mm nederbörd, och den torraste är augusti, med 19 mm nederbörd.